# Unica TV
Unica TV è un'emittente televisiva delle province di Lecco e Sondrio, fondata nel 1989 come Rete Unica.

## Storia
L'emittente è nata nel 1989 con il nome di Rete Unica dalla fusione di due emittenti lecchesi: Telespazio Lecco (nata nel 1977 come Radio SuperLecco) e Tv Radio Lecco (nata nel 1975 come costola di Radio Lecco). L'anno successivo assume il nome di Unica Lombardia e sfruttando la legge Mammì, la rete diventa un network regionale, arrivando a coprire le province di Bergamo, Como, Monza (in seguito all'acquisizione di Video Brianza) e Sondrio (in seguito all'acquisizione di Televaltellina).
Durante il primo anno di attività propone una programmazione originale di mattina e di sera, mentre nelle ore pomeridiane trasmette la versione europea di MTV. Successivamente, l'emittente realizza un proprio contenitore musicale con video a rotazione, denominato The Box, che in breve tempo diventa un punto di riferimento per i giovani. Il palinsesto dei primi anni '90 propone informazione, prevalentemente a carattere locale, film e telefilm, commedie dialettali e cartoni animati; inoltre, vengono trasmesse le partite del Como, del Lecco, del Monza e del Sondrio.
Nel 1998, Unica Lombardia si divide in due emittenti televisive: Teleunica e Unica Monza (oggi nota come Più Blu Lombardia). Teleunica mantiene le frequenze della Brianza settentrionale e delle province di Lecco e Sondrio, nonché le due sedi di Lecco e di Sondrio, mentre Più Blu Lombardia mantiene la sede di Monza e tutte le frequenze a copertura regionale della Lombardia e del Piemonte orientale. Poco dopo, Teleunica viene rilevata da Filca Cooperative, una società operante nel settore edilizio.
All'inizio del 2019 Filca Cooperative fallisce e Teleunica rischia di chiudere, ma viene salvata da una cordata di imprenditori locali. La rete viene rinominata Unica TV e mantiene la stessa programmazione televisiva, iniziando però a produrre contenuti per il web.
A fine 2023 Unica TV si fonde con i quotidiani La Provincia di Lecco e La Provincia di Sondrio, parte del gruppo Sesaab. Nasce il polo editoriale Enova, che mantiene le tre redazioni con i rispettivi marchi, e lancia un nuovo sito di informazione locale, laprovinciaunicatv.it 